# Тихая ночь (фильм)
«Тихая ночь» (англ. Silent Night) — британо-американская апокалиптическая трагикомедия, снятая режиссёром Камилль Гриффин по собственному сценарию. Мировая премьера фильма состоялась 16 сентября 2021 года на Международном кинофестивале в Торонто. Фильм вышел в прокат 3 декабря 2021 года; производство — Marv Films и Maven Screen Media; дистрибьюторы: Altitude Film Distribution (Великобритания), AMC+ / RLJE Films (США).

## Сюжет
Великобритания, современность. Семья Нелл и Саймона пригласила друзей встретить Рождество. Несколько семей встречаются в загородном доме супругов с детьми. Гости привозят подарки, накрыт стол. После начала празднования выясняется, что страну вскоре накроет облако ядовитого газа, к которому, как предполагают гости, имеют отношение русские или природный катаклизм. Предполагается, что все умрут от газа этой же ночью в страшных мучениях. Правительство страны не осталось в стороне от происходящего и организовало доставку населению таблеток для суицида, которые позволят уйти в мир иной спокойно и достойно.
Одна из гостей Софи сообщает, что она беременна и поэтому сомневается в разумности самоубийства. Взрослые объясняют детям, что им нужно принять таблетки, потому что за них уже все решили, а не потому, что их родители плохие. Дети возражают и возникает конфликт. После разговора по скайпу с мамой Нелл и некоторые взрослые начинают сомневаться в том, что правительство имеет право решать за граждан жить им или умирать. Некоторые напиваются до бесчувствия. В итоге после сомнений и споров, после наступления полуночи, хозяева и большинство гостей принимают таблетки. 
Наутро все в доме мертвы, кроме Арта, который неожиданно открывает глаза.

## В ролях
- Кира Найтли — Нелл
- Роман Гриффин Дэвис — Арт
- Мэттью Гуд — Саймон
- Аннабелль Уоллис — Сандра
- Лили-Роуз Депп — Софи
- Кирби Хауэлл-Баптист — Алекс
- Шопе Дирису — Джеймс
- Руфус Джонс[англ.] — Тони
- Люси Панч — Белла

## Производство
В январе 2020 года стало известно, что Камилль Гриффин выступит режиссёром фильма (её режиссёрский дебют), а Кира Найтли, Роман Гриффин Дэвис, Мэттью Гуд и Аннабелль Уоллис примут в нём участие. В следующем месяце к ним присоединились Лили-Роуз Депп, Кирби Хауэлл-Баптист, Давида Маккензи, Шопе Дирису, Руфус Джонс и Люси Панч; съёмки начались 17 февраля.

## Релиз
Мировая премьера фильма состоялась на Международном кинофестивале в Торонто 16 сентября 2021 года. Премьера фильма в США и Великобритании состоялась 3 декабря 2021 года.

## Критика
На сайте Rotten Tomatoes фильм «Тихая ночь» имеет рейтинг 65 %, основанный на отзывах 118 критиков, со средней оценкой 6,20 из 10.
На сайте Metacritic фильм имеет рейтинг 52 из 100 на основе 22 критиков, что указывает на «смешанные или средние отзывы».